# Francesco Andrea Gallo
Francesco Andrea Gallo detto Franco (Bari, 21 agosto 1925 – Matera, 30 gennaio 2020) è stato un politico italiano.

## Biografia
Militante di Azione Cattolica dal 1944, è stato anche vice-presidente diocesano della divisione giovanile di Matera. Iscritto alla Democrazia Cristiana, lavorò come direttore della Cassa Mutua Commercianti di Matera e poi del Servizio di ragioneria e bilancio della locale ASL. Nel 1956 venne eletto consigliere comunale e fu anche assessore ai lavori pubblici. Dal 1969 al 1975 fu sindaco di Matera. Dopo l'esperienza in politica, fu per vent'anni presidente del Consorzio industriale.